# HD 37481
HD 37481，又名BD-06 1275，SAO 132405、HR 1933，是一颗恒星，视星等为5.96，位于銀經210.53，銀緯-19.17，其B1900.0坐标为赤經5h 33m 46s，赤緯-6° -19.17′ 54″。